# Јака Содник
Јака Содник (11. септембар 1978, Крањ) је редовни професор на Катедри за информационе и комуникационе технологије ИКТ (Katedra za informacijske in komunikacijske tehnologije) на Факултету за електротехнику Универзитета у Љубљани. Основне (2002) и докторске (2007) студије завршио је на матичном факултету.

## Наставна и истраживачка активност
У звање редовног професора изабран је 2019. године на Факултету за електротехнику у Љубљани. Ангажован је у настави на Факултету за електротехнику на предметима из области интеракције између човека и рачунара, мултимедије, акустике и веб технологија. Био је Visiting researcher у периоду од 2006. до 2007. године у Лабораторији за интерактивне технологије (енг. Human Interface Technology Laboratory) у Крајстчерчу у Новом Зеланду.
Остварио је успешну сарадњу са колегама са Електротехничког факултета Универзитета у Београду у Србији где је боравио у периоду од новембра 2017. до јануара 2018. године, као и са колегама са Универзитета у Вашингтону у САД-у где је боравио током 2016. године. Са наставницима и сарадницима са Електротехничког факултета у Београду активно сарађује од 2011. године.
Највећи број радова објавио је у интердисциплинарној области интеракције између човека и рачунара и у области симулационих технологија. Његова истраживања су највећим делом фокусирана на психофизиолошку и биометријску процену возача, као и на вожњу у аутоматски вођеним возилима. Активно учествује у истраживачко-развојном сектору за развој најсавременијих симулатора вожњи.

## Учешће у научним и организационим одборима
Члан је научног одбора ПССОХ (Примена слободног софтвера и отвореног хардвера) конференције на Електротехничком факултету у Београду од њеног оснивања (2018), a у 2012. години био је члан програмског одбора симпозијума у организацији Словеначког друштва за електронске комуникације. Од 2011. активан је учесник међународне ICIST (International Conference on Information Society and Techology) конференције која се традиционално одржава сваке године на Копаонику у Србији, а током 2018. и 2019. године био је и организатор специјалних сесија на тему примене ИКТ у области аутоматски вођених возила.